# Aba (familie)
De Aba waren een heersersgeslacht in het koninkrijk Hongarije.

## Legendarische oorsprong
Hun voorvaders waren mogelijk stamhoofden van de Kabaren, Chazaarse stammen die zich in de 9e eeuw aansloten bij de stammenfederatie van de Hongaren.
De Gesta Hungarorum ("De daden van de Hongaren") vermeldt dat Ed en Edemen, de voorouders van de Aba's, nadat de Hongaren de Pannonische vlakte hadden veroverd in het jaar 895 land in hun bezit kregen in de buurt van het Mátra gebergte.
De Gesta Hunnorum et Hungarorum (De daden van de Hunnen en de Hongaren, 1282-1285) verbindt de familie met Attila de Hun:
Csaba was Attila's wettige zoon met de dochter van de Griekse keizer Honorius. Csaba had op zijn beurt twee zonen, Edemen en Ed. Edemen ging naar Pannonia met het fantastische entourage van zijn vader en moeder (zijn moeder was Chorasminiaans). Toen de Hongaren voor een tweede keer terugkwamen, bleef Ed in Scythia met zijn vader. Csaba is de voorvader van de Clan van Aba. (NB: Volgens historici had Atilla echter geen zoon die Csaba, Chaba of Kaba heette.)— Gesta Hunnorum et Hungarorum

## Historische personen

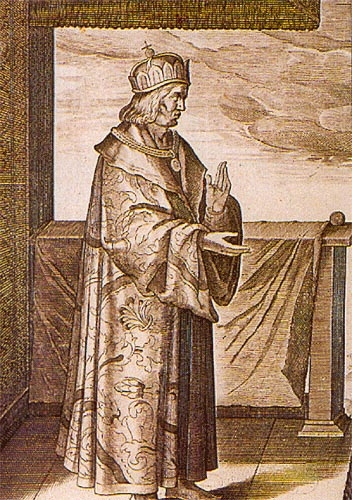
Samuel Aba

Het meest prominente lid van de familie was Samuel Aba, koning van Hongarije (1041-1044). Het geslacht is mogelijk naar hem vernoemd. Een andere prominente afstammeling van de familie was Amade Aba. Deze bezat in de 14e eeuw verschillende kastelen en bezittingen in de noordelijke en noordoostelijke delen van het koninkrijk.

## Huidige families
Er zijn tegenwoordig nog 19 adellijke families die direct afstammen van het geslacht Aba: Athinai, Báthory van Aba, Báthory de Gagy, Berthóty, Budaméry, Csirke, Csobánka, Frichi, Gagyi, Hedry, Keczer, Kompolthi, Laczkffy de Nádasd, Lapispataky, Rhédey, Sirokay, Somosy de Somos, Vendéghy en Vitéz.
Verscheidene leden van de Rhédey van Kis-Rhéde tak hielden verschillende koninklijke functies en verwierven verschillende erfelijke titels. Enkele van deze titels zijn: vojvoda van Zevenburgen, vorst van Zevenburgen, graaf Rhédey van Kis-Rhéde, erfelijke paltsgraaf van het Heilige Roomse Rijk, pauselijk erfelijke paltsgraaf van het Lateraans Paleis en graaf van Hohenstein.
Frans van Teck, graaf van Hohenstein werd later tot hertog benoemd. Hij trouwde met Maria Adelheid van Cambridge, een kleindochter van koning George III en werd zo lid van de Britse koninklijke familie. Zijn enige dochter, Mary van Teck, trouwde in juli 1893 met koning George V, en werd koningin nadat haar man in 1910 de troon besteeg. De huidige Britse monarch, Elizabeth II, is Mary's kleindochter, en dus Claudines achter-achterkleindochter.